# Spiloxene monophylla
Spiloxene monophylla är en enhjärtbladig växtart som först beskrevs av Rudolf Schlechter och John Gilbert Baker, och fick sitt nu gällande namn av Sidney Garside. Spiloxene monophylla ingår i släktet Spiloxene och familjen Hypoxidaceae. Inga underarter finns listade i Catalogue of Life.